# Gunnar Hellström
Gunnar Hellström (Alnö, 26 december 1928 – Södermalm, 28 november 2001) was een Zweedse film- en televisieregisseur en acteur.

## Biografie
Hellström nam acteerlessen bij Ingrid Luterkort in 1947, vervolgens bij Gosta Terserus en eindelijk in de Dramatens elevskola tot 1952. De jonge Hellström werkte voor een aantal van de toekomstige grote Zweedse regisseurs, waaronder Alf Sjöberg en Hampe Faustman. Zijn eerste rollen waren die van Tybalt in Romeo en Julia in het Kungliga Dramatiska Teatern in 1953 en de rol van predikant Simon Angus in de film Simon (1954). Hij regisseerde, schreef en speelde de rol van Aslak  in Synnove Solbacken (1957).
Zijn grootste succes had Hellström als regisseur met Chance (1962), een film gebaseerd op de gelijknamige roman van Birgitta Stenberg. Hij speelde ook theater tussendoor zoals in Agatha Christie's The Mousetrap in het Lorensbergsteatern (1959) en Sweet Bird of Youth van Tennessee Williams in het Vasateatern in hetzelfde jaar.
Vanaf de vroege jaren 1960 werkte hij als acteur en regisseur in Hollywood. Hij regisseerde afleveringen van de populaire westernseries Gunsmoke, Bonanza, familie Macahan en The Wild Wild West. Tussen 1979 en 1983 regisseerde hij een aantal afleveringen van Dallas en speelde mee in een aantal afleveringen in 1989.
Gunnar Hellström had ook een gastrol in de Amerikaanse oorlogsserie Combat!.
Misschien wel het meest bekend werd hij voor zijn films over Raskenstam (1983) en Zorn (1994), waarin hij de hoofdrol speelde. In Raskenstam acteerde de hij onder andere met Agnetha Fältskog (ABBA). Zorn was Gunnar Hellströms laatste grote filmproject.

## Filmografie

### Televisieseries
- Gunsmoke (1967-1975)
- The Wild Wild West (1967)
- Bonanza (1968)
- The F.B.I. (1968)
- Cimarron Strip (1968)
- Petrocelli (1975)
- Dallas (1979-1983)
- How the West Was Won (1979)
- The Powers of Matthew Star (1982)

### Films
- Simon syndaren (1954)
- Nattbarn (1956)
- Synnöve Solbakken (1957)
- Chans (1962)
- Raskenstam (1983)

### Montageteam
- Simon syndaren (1954)
- Nattbarn (1956)
- Synnöve Solbakken (1957)
- Raskenstam (1983)
- Zorn (1994)

### Acteur
- Medan staden sover (1950)
- Hon kom som en vind (1952)
- Ubåt 39 (1952)
- Göingehövdingen (1953)
- Marianne (1953)
- Barabbas (1953)
- Simon syndaren (1954)
- Karin Månsdotter (1954)
- Nattbarn (1956)
- Synnöve Solbakken (1957)
- Domaren (1960)
- Stöten (1961)
- Return to Peyton Place (1961)
- Karneval (1961)
- Combat! (1962-1963)
- G.E. True (1962)
- Empire (1963)
- Nattmara (1965)
- 12 O'Clock High (1965)
- Jericho (1966)
- Mission: Impossible (1967-1969)
- The Time Tunnel (1967)
- Gunsmoke (1968-1972)
- Premiere (1968)
- Paul Temple (1971)
- Djungeläventyret Campa-Campa (1976)
- Ärliga blå ögon (1977)
- Skeppsredaren (1979)
- Jag Rodnar (1981)
- Raskenstam (1983)
- Dallas (1989)
- Zorn (1994)